# 999 (numero)
Novecentonovantanove (999) è il numero naturale dopo il 998 e prima del 1000.

## Proprietà matematiche
- È un numero dispari.
- È un numero composto con 8 divisori: 1, 3, 9, 27, 37, 111, 333, 999. Poiché la somma dei suoi divisori (escluso il numero stesso) è 521 < 999, è un numero difettivo.
- È un numero a cifra ripetuta nel sistema metrico decimale dunque è anche un numero palindromo.
- È un numero di Harshad nel sistema metrico decimale.
- È un numero 334-gonale.
- È un numero di Kaprekar.
- È un numero congruente.
- È un numero palindromo e un numero ondulante nel sistema di numerazione posizionale a base 14 (515).
- È parte delle terne pitagoriche (320, 999, 1049), (999, 1332, 1665), (999, 1932, 2175) (999, 4440, 4551), (999, 6120, 6201), (999, 13468, 13505), (999, 55440, 55449), (999, 166332, 166335), (999, 499000, 499001).

## Astronomia
- 999 Zachia è un asteroide della fascia principale del sistema solare.
- NGC 999 è una galassia spirale della costellazione di Andromeda.

## Il numero 999 nella cultura rap
Il numero 999 viene spesso visto come l'opposto del numero del diavolo, e viene associato ad alcuni rapper, tra cui il rapper Juice WRLD, che se ne è appropriato e lo ha usato in molti suoi testi, canzoni e merchandising. 

## Astronautica
- Cosmos 999 è un satellite artificiale russo.